# مخطط التحجم الضوئي
مُخَططُ التَّحَجُّمِ الضَّوئِيّ (PPG) هُو مُخطط تَحَجُّم تَم الحُصول عليه بَصريًا، وَيُمكن استِخدامَه للكشفِ عن تَغيرات حَجمِ الدمِ في طَبقةِ الأَوعِيةِ الدَّمَويَّة الدقيقَةِ للأنسِجةِ. غالبًا ما يَتم الحُصول على مُخططِ التمثيلِ الضوئي باستخدامِ مقياس التَّأكْسُج النَبْضِيّ الذي يُضيء الجلدَ ويقيسُ التغيرات في امتصاصِ الضّوء. يُراقِبُ مقياسُ التَأكسُج النبضي التقليدي نَضحَ الدم إلى الأدمةِ والأنسجةِ تحت الجلد.
مع كُلِ دورةٍ قَلبِيّة يَضخُ القلبُ الدّمَ إلى الأطرافِ. على الرغمِ من أن نبض الضغط هذا يختفي بعض الشيء عندما يصل إلى الجلد، إلا أنّه يكفي لتمديد الشَّرايين والشُّرَينات في الأنسجةِ تحت الجلد. إذا تم توصيل مقياس التَّأكْسُج النَبْضِيّ دون ضغط الجلد، فيمكن أيضًا رُؤية نبضة الضغط من الضَّفيرَةِ الوَريدِيَّة، باعتبارِها ذُرْوَة ثانويّة صَغيرة.
يتم الكشف عن التغير في الحجم الناجم عن الضغط النبضي عن طريق إضاءة الجلد بالضوء من الصمام الثنائي الباعث للضوء (LED) ثم قياس كمية الضوء سواء المنقولة أو المنعكسة إلى الثنائي الضوئي. تظهر كل دورة قلبية على أنها ذروة، كما هو موضح في الشكل. نظرًا لأن تدفق الدم إلى الجلد يمكن تعديله من خلال العديد من الأنظمة الفِسْيُولُوجِيَّة الأخرى، يمكن أيضاً استخدام مخطط التحجم الضوئي لمراقبة التنفس ونقص حجم الدم وأمراض الدورة الدموية الأخرى. بالإضافة إلى ذلك، يختلف شكل موجة مخطط التحجم الضوئي من موضوع لآخر، ويختلف باختلاف الموقع والطريقة التي يتم بها توصيل مقياس التَّأكْسُج النَبْضِيّ.

## مواقع لقياس مخطط التحجم الضوئي
في حين أن مَقاييس التَّأكْسُج النَبضّية هي جهاز طبيّ شائع الاستخدام، نادراً ما يتم عَرض مُخَططُ التَّحَجُّمِ الضَّوئِيّ المُشتَق منها ويتم معالجتها اسمياً

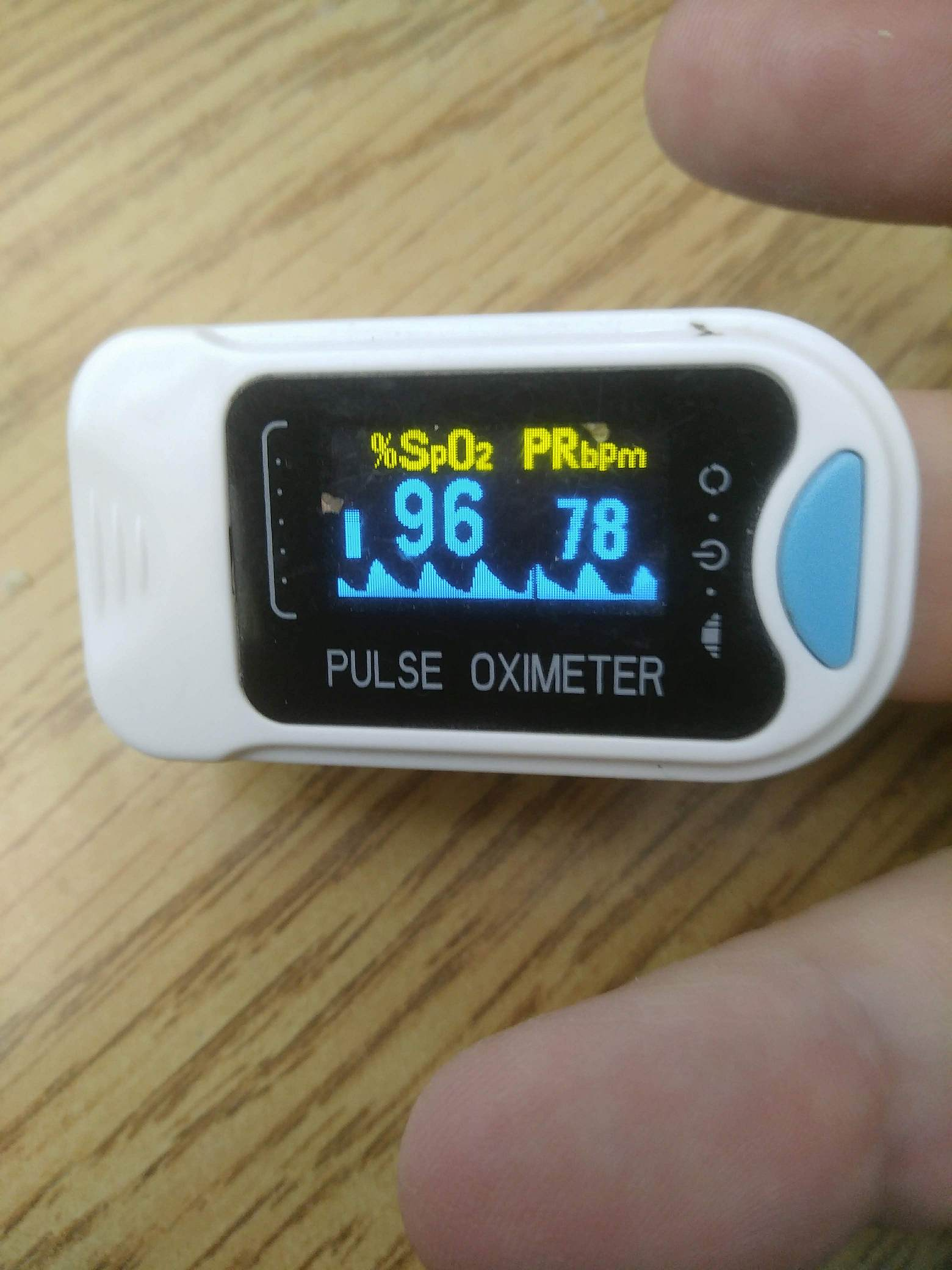
مقياس التأكسج بالإصبع

فقط لتحديد معدل ضَربات القلب. يُمكن الحصول مُخَططُ التَّحَجُّمِ الضَّوئِيّ من الامتصاصِ الانتقالي (كما في طرفِ الإصْبَع) أو الانعكاس (كما هو الحال على الجَبْهَة).
في العيادات الخارجية، عادةً ما يتم ارتداء مقاييس التَّأكْسُج النَبضّي على الإصبعِ. ومع ذلك، في حالات الصّدمة، انخفاض حرارة الجسم، وما إلى ذلك، يمكن تقليل تَدفقُ الدم إلى الأطرافِ، مما يؤدي إلى مُخَططُ التَّحَجُّمِ الضَّوئِيّ بدون نَبض قلبي واضح. في هذه الحالة، يمكن الحصول على مُخَططُ التَّحَجُّمِ الضَّوئِيّ من مقياسِ التَّأكْسُج النَبضي على الرأسِ، والمواقع الأكثر شيوعاً هي الأُذن والحاجِز الأنفي والجَبْهَة. يمكن أيضاً تكوين مُخَطط التَّحَجُّم الضَّوئِيّ على أنّه تصوير ضوئي متعدد المواقع، على سبيل المثال إجراء قياسات متزامنة من فصوص الأذن اليمنى واليسرى وأصابع السَبّابة وأصابِع القدم الكبيرة، وتقديم المزيد من الفرص لتقييم المرضى الذين يشتبه في إصابتهم بأمراض الشَّرايين الطرفية، والخلل اللاإرادي، والخلل البطاني، وتيبس الشَّرايين. يوفرأيضاً إمكانات كبيرة لاستخراج البيانات، على سبيل المثال باستخدام التعلم العميق، بالإضافة إلى مجموعة من تقنيات تحليل موجة النبض المبتكرة الأخرى.
لقد ثَبت أن القطع المُتحرِكة هي عامل مقيد يَمنعُ القراءات الدقيقة أثناء التمرين وظروف المَعيشة الحُرَّة.

## الاستخدامات

### مراقبة معدل ضربات القلب ودورة القلب

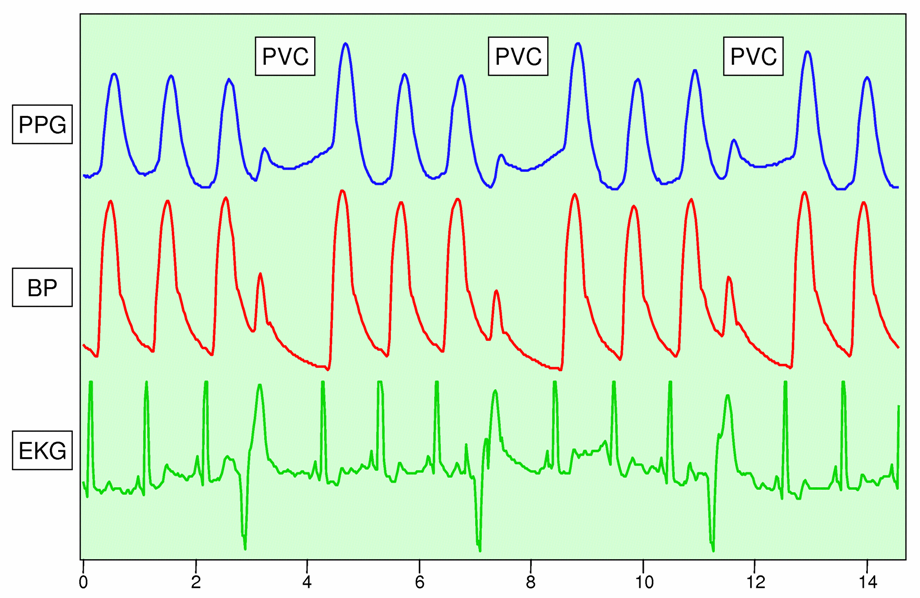
يمكن رؤية الانقباض البطيني المبكر في مخطط التحجم الضوئي تمامًا كما هو الحال في مخطط كهربية القلب وضغط الدم.

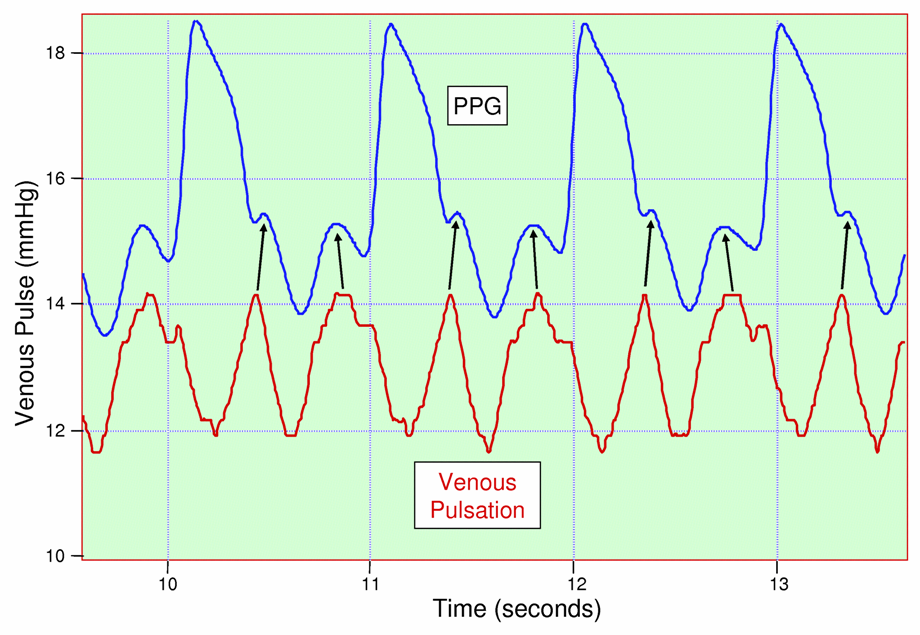
يمكن رؤية النبضات الوريدية بوضوح في مخطط التحجم الضوئي هذا.

نَظراً لأنّ الجِلْد غَني جداً، فَمِن السهلِ نسبياً اكتشاف الجُزء النابض لدَّورَةِ القَلْب.
يُعزى مكون التيار المستمر للإشارة إلى الامتصاص الأكبر لأنسجة الجلد، بينما يُعزى مكون التّيار المُتَردد بشكلٍ مباشر إلى الاختلافِ في حجمِ الدم في الجلدِ الناجم عن نَبضِ الضغط في الدَّورَةِ القَلْبِيَّة.
يَتناسب ارتفاع مكون التيار المتردد في مخطط التحجم الضوئي مع ضغط النبض، وهو الفرق بين الضغط الانقباضي والضغط الانبساطي في الشَّرايين. كما هو موضح في الشكل الذي يُظهر الانقاضات البُطينية المُبَكِرة (PVCs)، ينتج عن نبض مخطط التحجم الضوئي لدورة القلب مع الانقباضات البطينية ضغط دم منخفض السعة و مُخَطط التَّحَجُّم الضَّوئِيّ. يمكن أيضاً اكتشاف تَسرع القلب البُطيني والرَجفان البُطيني.

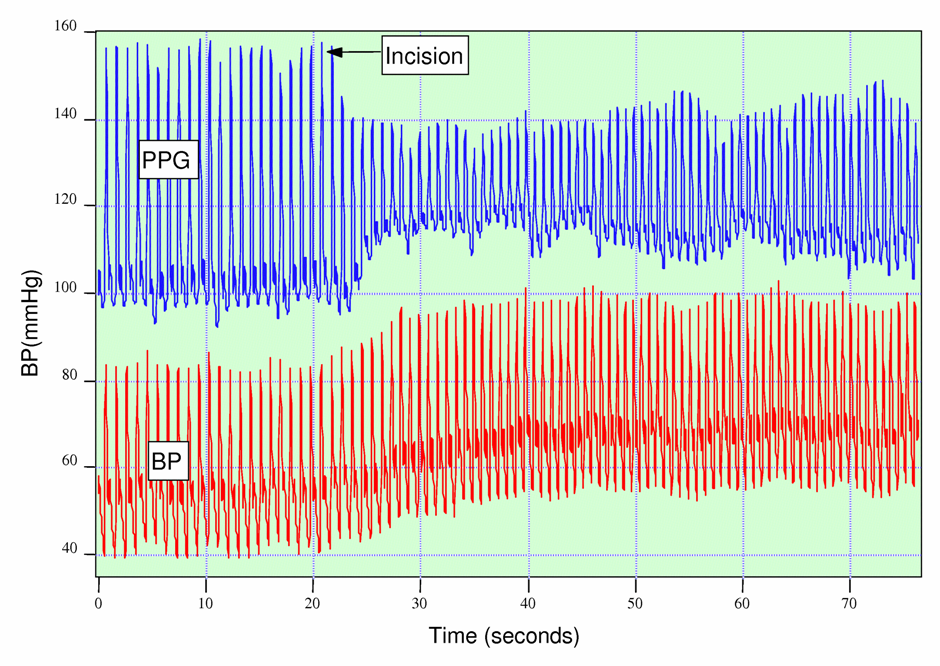
آثار شق على جزء تحت تأثير التخدير العام على مخطط التحجم الضوئي وضغط الدم.

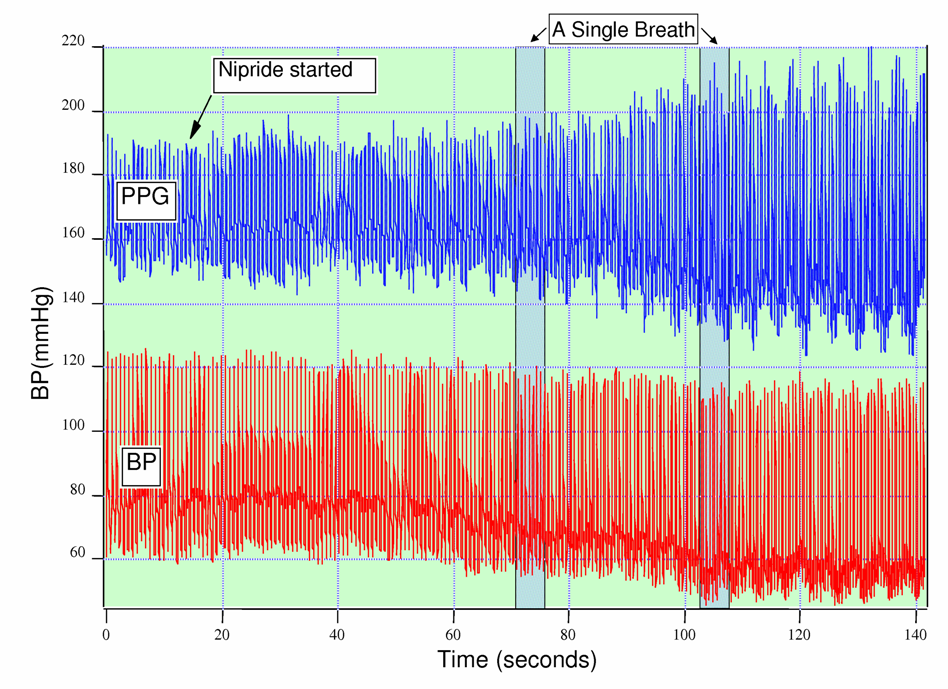
آثار نيتروبروسيد الصوديوم، موسع وعائي محيطي ، على إصبع (مخطط تحجم ضوئي) لموضوع مخدر. كما هو متوقع ، تزداد سعة مخطط تحجم ضوئي بعد التسريب ، بالإضافة إلى تحسين التباين الناجم عن الجهاز التنفسي

### مراقبة التنفس
يؤثر التنفس على الدورة القلبية من خلال تغيير الضَّغْط داخِل الجَنْبَة والضغط بين جدار الصدر والرّئتين. بما أن القلب يستقر في التجويف الصدري بين الرئتين، فإن الضغط الجزئي للاستنشاق والزَفير يؤثر بشكل كبير على الضّغط على الوريد الأَجوَف، وامتلاء الأُذين الأيمن. غالباً ما يُشار إلى هذا التأثير باسم عدم انتظام ضَربات القلب الطبيعي.
أثناء الشهيق، ينخفض الضَّغْط داخِل الجَنْبَة بما يصل إلى 4 ملم زئبق، مما يؤدي إلى تمدد الأُذين الأيمن، مما يسمح بِمِلْءٍ أسرع من الوريدِ الأَجوَف، مما يؤدي إلى زيادة التحميل المسبق على البطين، مع تقليل حجم السكتة الدماغية. على العكس من الزفير، ينضغط القلب، مما يقلل من كفاءة القلب ويزيد من حجم السكتة الدماغية. عندما تزداد وتيرة التنفس وعمقه، يزداد العائد الوريدي، مما يؤدي إلى زيادة النتاج القلبي.

### مراقبة عمق التخدير
غالباً ما يجب على أطباءِ التخدير أن يحكموا بشكل ذاتي على ما إذا كان المريض قد تم تخديره بشكل كافٍ لإجراء الجراحة. كما هو موضح في الشكل، إذا لم يتم تخدير المريض بشكل كافٍ، فإن استجابة الجُمْلَةُ العَصَبِيّةُ الوُدّيّة للشق يمكن أن تولد استجابة فورية في سعةِ مخطط التحجم الضوئي.

### مراقبة نقص وفرط حجم الدم
شامير (Shamir)، إيدلمان (Eidelman) وآخرون. درس التفاعل بين الإستنشاق وإزالة 10٪ من حجم دم المريض لبنك الدم قبل الجراحة. ووجدوا أنه يمكن الكشف عن فقدان الدم من خلال مخطط الجسم الضوئي من مقياس التأكسج النبضي والقسطرة الشريانية. أظهر المرضى انخفاضًا في سعة النبض القلبي الناجم عن انخفاض الحمل القلبي المسبق أثناء الزفير عندما يكون القلب مضغوطًا.

### مراقبة ضغط الدم
وبحسب ما ورد ، قدمت إدارة الغذاء والدواء الأمريكية تصريحًا لجهاز قياس ضغط الدم بدون كُفَّة قائم على التصوير الضوئي في أغسطس 2019.

## التصوير الضوئي عن بعد

### التصوير التقليدي
في حين أن تصوير الدم الضوئي يتطلب عادةً شكلاً من أشكال التلامس مع جلد الإنسان (على سبيل المثال، الأذن، الإصبع) يسمح تصوير الدم الضوئي عن بُعد بتحديد العمليات الفسيولوجية مثل تدفق الدم دون ملامسة الجلد. يتم تحقيق ذلك باستخدام فيديو الوجه لتحليل التغييرات اللحظية الدقيقة في لون بشرة الهدف والتي لا يمكن للعين البشرية اكتشافها. يوفر هذا القياس المستند إلى الكاميرا مستويات الأكسجين في الدم بديلاً بدون تلامس؛ لتصوير الدم الضوئي التقليدي. على سبيل المثال يمكن استخدامه لمراقبة معدل ضربات القلب للأطفال حديثي الولادة، أو تحليله باستخدام الشبكات العصبية العميقة لتحديد مستويات التوتر.

### التصوير المجسم الرقمي

التصوير الضوئي للإبهام عن طريق التصوير المُجسّم بِواسطة ليزر دوبلر.

موجات نابضة على ظهر الضفدع مقاسة بواسطة التصوير الضوئي المجسم.

يمكن أيضاً إجراء التصوير الضوئي عن بعد بواسطة التصوير المجسم الرقمي، والذي يكون حساساً لمرحلة موجات الضوء، وبالتالي يمكن أن يكشف عن حركة خارج الطائرة تحت الميكرون. على وجه الخصوص، يمكن قياس التصوير واسع النطاق للحركة النبضية الناتجة عن تدفق الدم على الإبهام بواسطة التصوير المجسم الرقمي. النتائج قابلة للمقارنة مع نبض الدم الذي تم رصده بواسطة تَخْطيط التَّحَجُّم أثناء تجربة انسداد- ضخه. الميزة الرئيسية لهذا النظام هي أنه لا يلزم الاتصال الجسدي
مع مساحة الأنسجة المدروسة.
تحسين هذه التقنية، التصوير المجسم بواسطة ليزردوبلر، يتيح مراقبة الموجات النبضية لتدفق الدم في الشبكية والمشيمية. في التصوير المجسم الدوبلري بالليزر لقاع العين، يُشكل المشيمية المساهمة السائدة في إشارة ليزر دوبلر عالية التردد. ومع ذلك، فمن الممكن التحايل على تأثيره عن طريق طرح إشارة خط الأساس المتوسطة مكانياً، وتحقيق دقة زمنية عالية وقدرة تصوير كاملة المجال لتدفق الدم النابض.